# Вергеланн, Оскар
Оскар Арнольд Вергеланн (норв. Oscar Arnold Wergeland; 12 октября 1844, Христиания, Норвегия — 20 мая 1910, Кристиания, там же) — норвежский художник. Он наиболее известен своей исторической картиной «Учредительное собрание в Эйдсволле в 1814 году» (Riksforsamlingen på Eidsvoll 1814). Две его картины хранятся в Норвежской национальной галерее.

## Семья
Его родителями были Сверре Николай Вергеланн (1817—1896) и Анна Маргрете Ларсен (1817—1889). Его сестрой была Агнес Матильда Вергеланн (1857—1914), которая эмигрировала в США и стала известной писательницей. Он был внучатым племянником Николая Вергеланна, священника, писателя и политика, члена норвежского Учредительного собрания в Эйдсволле. Генрик Вергеланн, Камилла Коллетт и Йозеф Франц Оскар Вергеланн были двоюродными братьями его отца.

## Биография
Вергеланн родился в Христиании, Норвегия. Он жил в скромных условиях. Несколько его братьев и сестёр умерли в раннем возрасте, а его отец уехал в США около 1860 года. В 1859 году он учился у Давида Арнесена (1818—1895), а с 1865 по 1867 год — в Норвежской национальной академии ремесла и художественной промышленности. Он также посещал художественную школу Юхана Фредрика Эккерсберга (1822—1870) с 1865 по 1869 год. С 1869 по 1870 год он был студентом Датской королевской академии изящных искусств. Он изучал историческую живопись в Мюнхене в 1874—1876 годах, а затем остался жить в этом городе вплоть до 1889 года. 10 мая 1884 года женился на Зигфриде (Фриде) Эльвине Людовике Бёргесен (1856—1946). С 1889 года преподавал в Норвежской национальной академии ремесла и художественной промышленности в Кристиании.
Вместе с Эйлифом Петерссеном, Оскар Вергеланн является одним из немногих норвежских художников, выбравших историческую живопись в качестве основного жанра. Творческое наследие Вергеланна включает в себя большое число картин со сценами из датской и норвежской истории. Особенно интересовали Вергеланна сюжеты эпохи викингов.

## Галерея

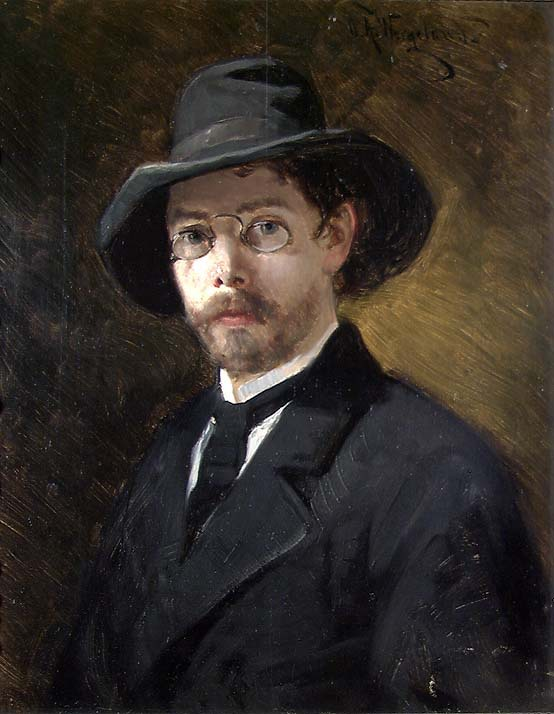
Портрет шведского художника Райнхольда Калльмандера[швед.], 1876
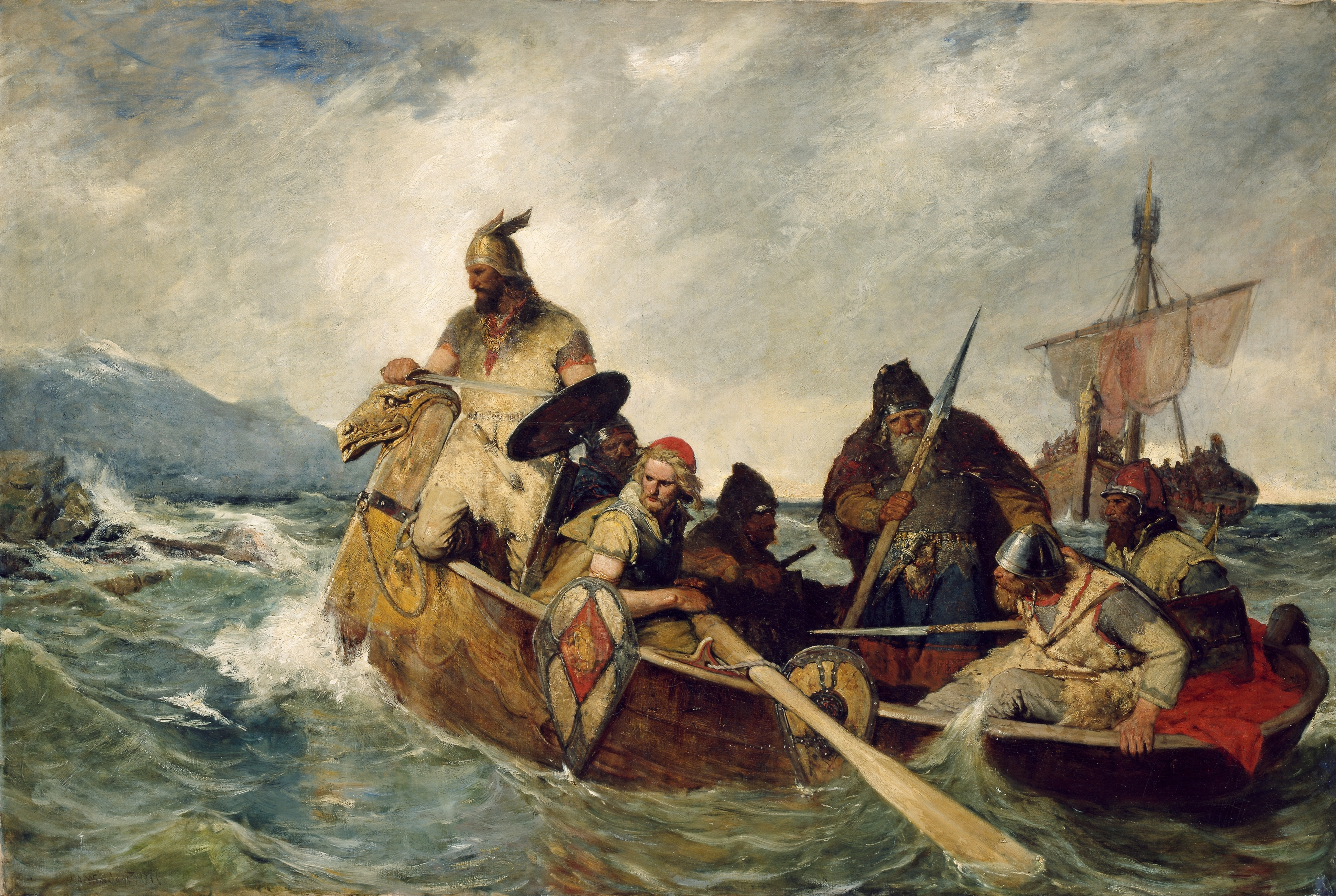
Норвежцы высаживаются в Исландии в 872 году, 1877, Национальный музей искусства, архитектуры и дизайна
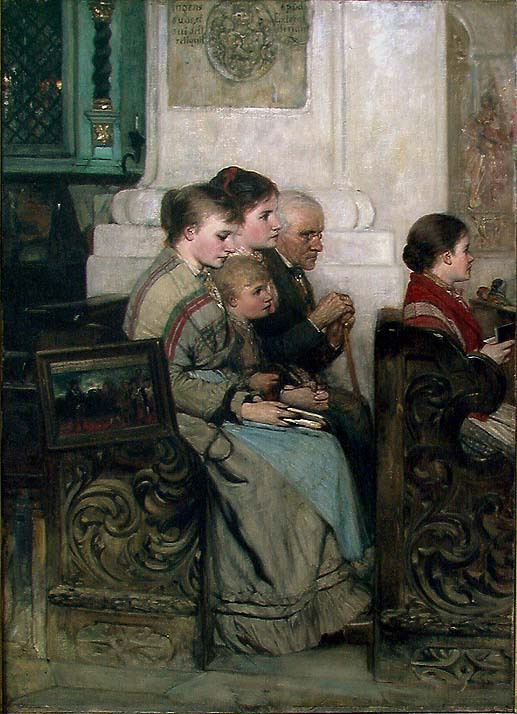
Служба в церкви немецкой деревни, ок. 1880, Национальный музей искусства, архитектуры и дизайна
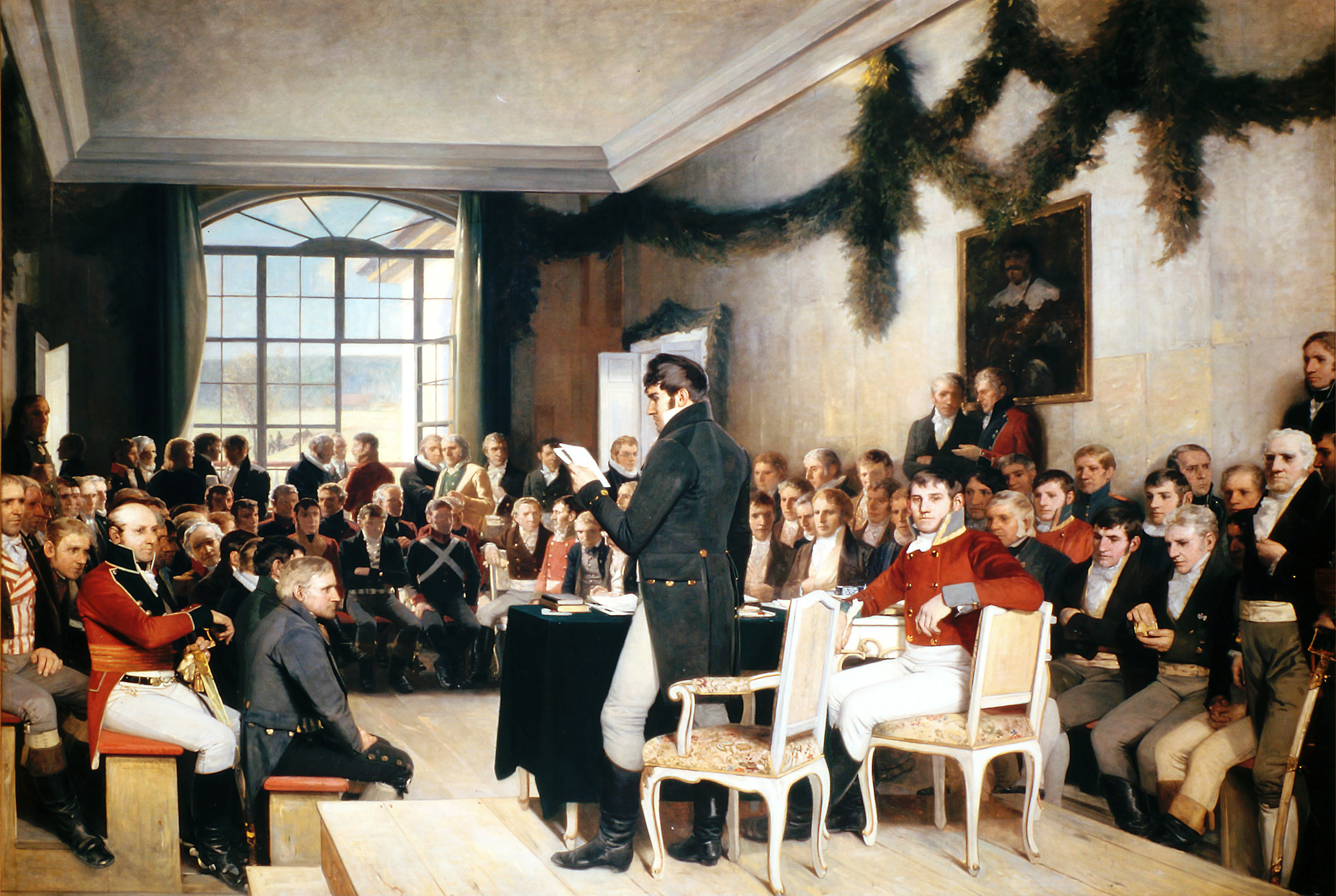
Учредительное собрание Норвегии 1814 года, 1885, Национальная галерея Норвегии
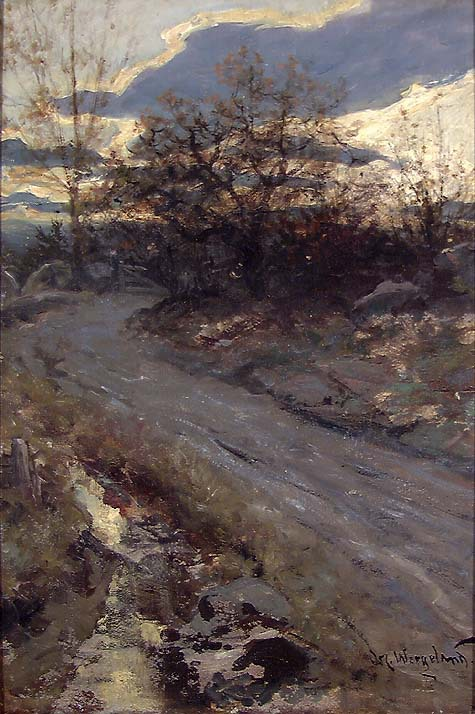
Просёлочная дорога, Национальный музей искусства, архитектуры и дизайна
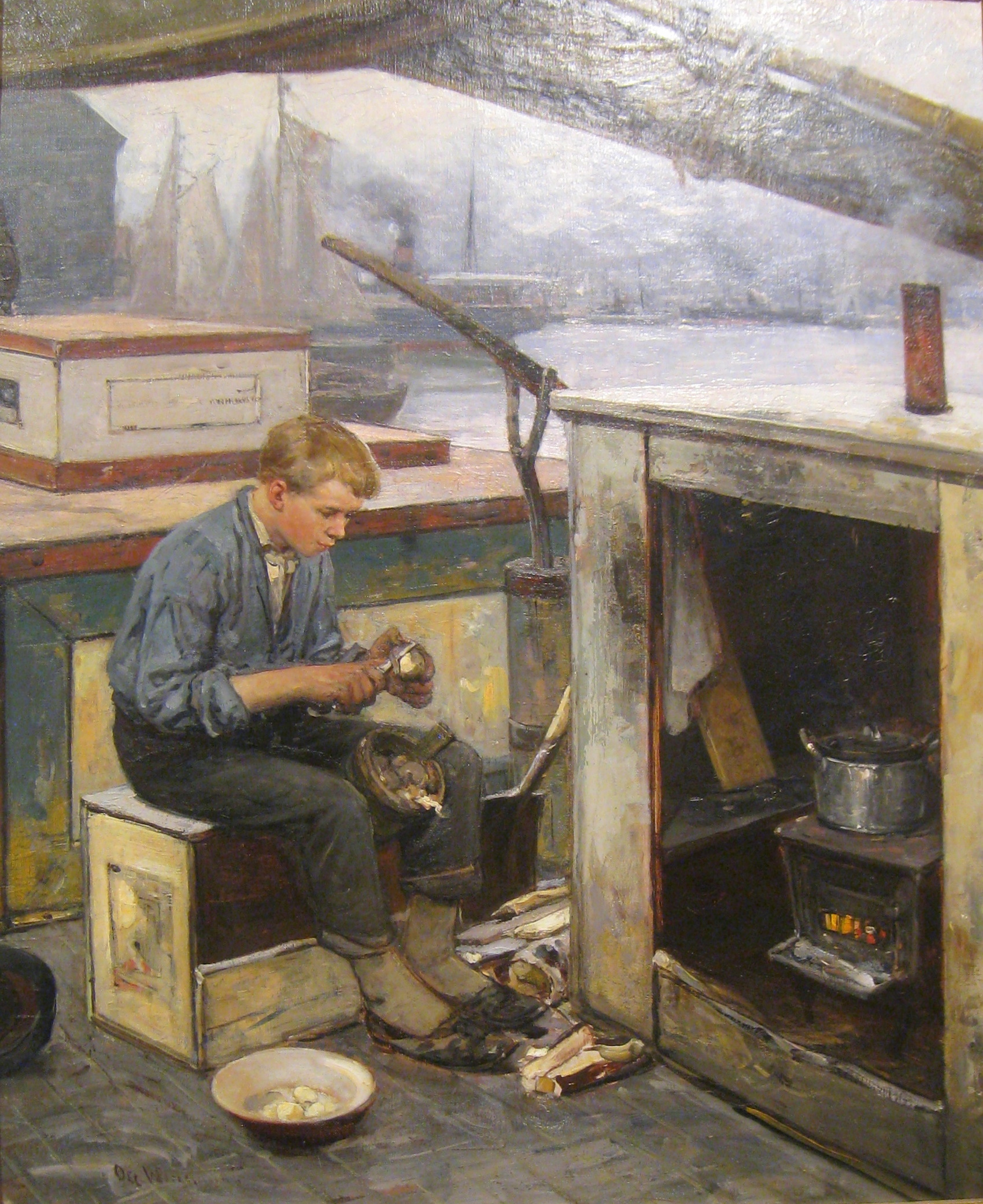
Первое плавание, ок. 1890
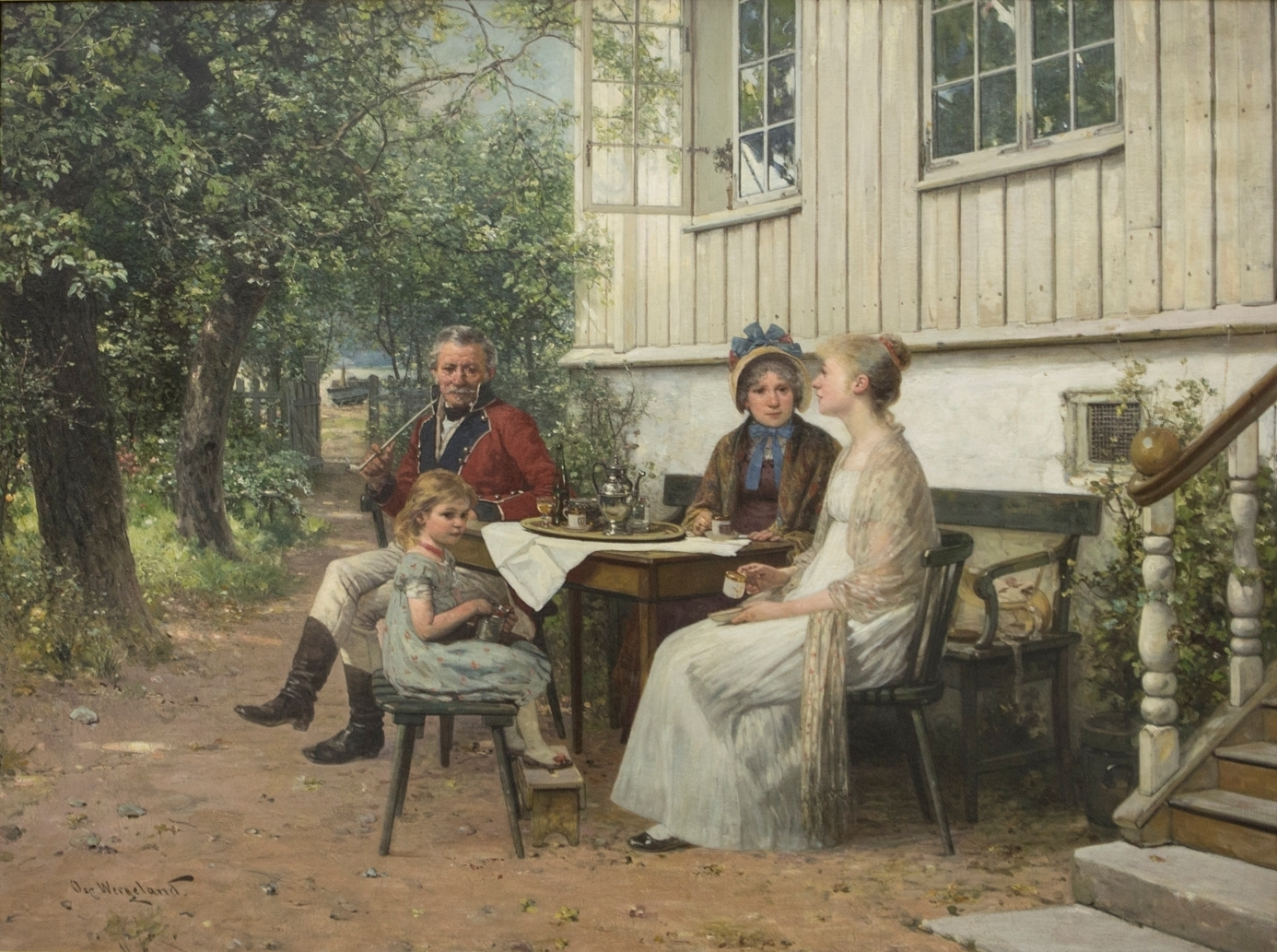
В тихой гавани, до 1893, Художественный музей Тронхейма
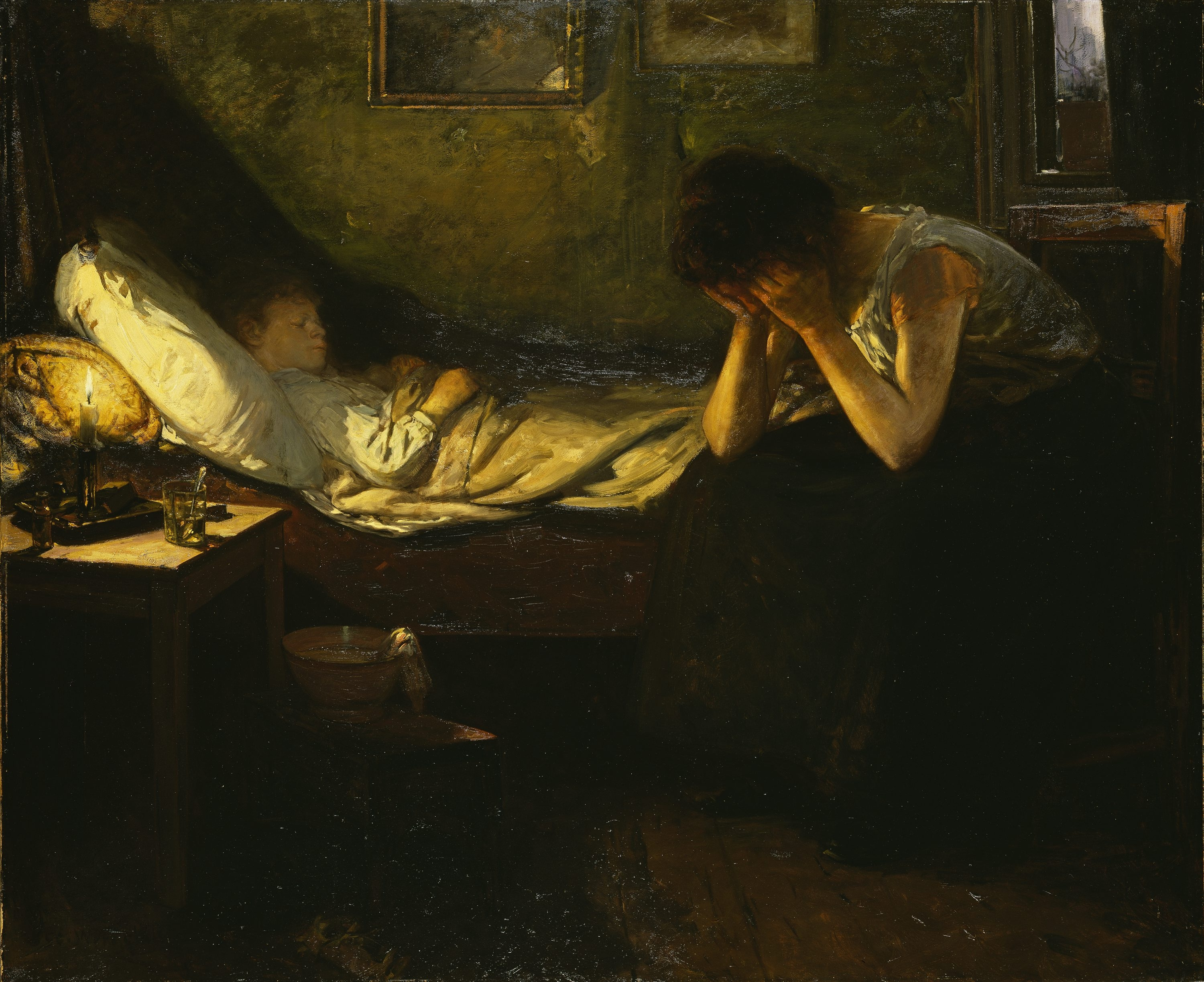
Больной ребёнок, 1906, Национальная галерея Норвегии